# Ogród pamięci

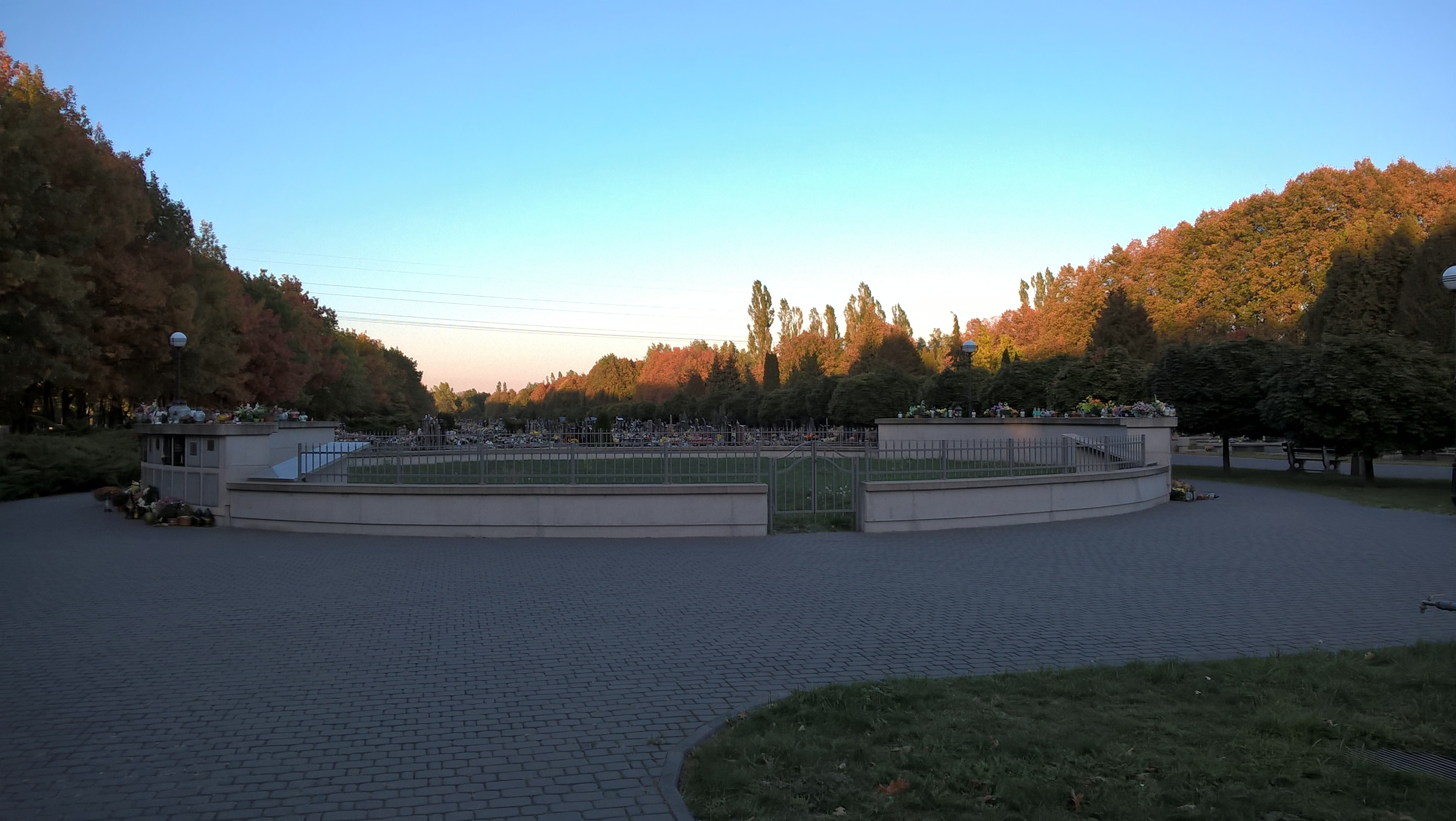
Ogród pamięci na Cmentarzu Komunalnym Północnym w Warszawie

Ogród pamięci (również łąka pamięci) – miejsce, w którym rozsypywane są prochy ludzkie, które uprzednio zostały poddane kremacji. Najczęściej jest to wydzielona część trawnika lub gruntu na terenie cmentarza, które posiada ogólną informację o przeznaczeniu, bez nagrobków lub innej formy indywidualnego oznaczenia. Istnieje też forma umieszczania epitafium z danymi osoby, której prochy rozsypano.

## W Polsce
W Polsce na kilku nekropoliach przygotowano tereny, które miały służyć jako ogrody pamięci m.in. na Cmentarzu Komunalnym Północnym w Warszawie. Niestety obecnie obowiązujące prawo nie zezwala na stosowanie takiej formy pochówku, mimo iż z sanitarnego punktu widzenia prochy ludzkie poddawane kremacji są biologicznie czyste. Obowiązująca Ustawa z dnia 31 stycznia 1959 r. o cmentarzach i chowaniu zmarłych nie dopuszcza formy pochówku poprzez rozsypywanie prochów w wyznaczonych do tego miejscach. Art. 12 ust. 1 mówi, że "Zwłoki mogą być pochowane przez złożenie w grobach ziemnych, w grobach murowanych lub katakumbach i zatopienie w morzu. Szczątki pochodzące ze spopielenia zwłok mogą być przechowywane także w kolumbariach", w związku z czym rozsypanie prochów podlega karze grzywny lub aresztu do 30 dni. Brak dostosowania przepisów do współczesnego podejścia do wyboru formy pochówku spowodował powstanie luki prawnej, która nie reguluje postępowania z prochami po kremacji. W 2010 powstał międzyresortowy zespół, którego zadaniem było urealnienie obowiązujących przepisów poprzez zmianę ustawy z 1959, prace te zostały zawieszone.
Obecnie wiele miast boryka się z problemem braku miejsc grzebalnych dla pochówków w tradycyjnej formie, ich rozwiązaniem, które od dawna jest stosowane w wielu krajach jest popularyzacja kremacji oraz dopuszczenie do pochówków poprzez rozsypywanie prochów na tzw. Ogrodach pamięci.